# گروه مرسدس-بنز
گروه مرسدس-بنز آگِ (به آلمانی: Mercedes-Benz Group AG) شرکت خودروسازی چندملیتی آلمانی است، که در زمینه طراحی، توسعهٔ فناوری و تولید انواع خودروهای لوکس، وسایل‌نقلیه تجاری و قطعات خودرو فعالیت می‌کند و از لحاظ میزان درآمد سالیانه، پس از گروه فولکس‌واگن و تویوتا، سومین خودروساز بزرگ جهان به‌شمار می‌آید. این کورپوریشن ازنظر شمار خودروهای تولیدشده در سال، چهاردهمین خودروساز بزرگ جهان است. دایملر تراک که بخش کامیون و اتوبوس این گروه می‌باشد، همچنین بزرگترین کامیون‌ساز جهان است.
ریشه‌های تأسیس این گروه به سال ۱۹۲۴ بازمی‌گردد، که تفاهم‌نامه ۲ جانبه‌ای برای ادغام شرکت دایملر-موتورن-گیزلشافت (تأسیس توسط گوتلیب دایملر و ویلهلم مایباخ در سال ۱۸۹۰) و شرکت بنز اند سیه (تأسیس توسط کارل فردریش بنز در سال ۱۸۸۳) امضا شد. این ادغام در تاریخ ۲۸ ژوئن۱۹۲۶ نهایی شد و به تأسیس شرکت دایملر-بنز انجامید. شرکت دایملر-بنز در سال ۱۹۹۸ شرکت آمریکایی کرایسلر را به ارزش ۳۸ میلیارد دلار خریداری کرد، که تا آن زمان، بزرگترین معامله میان شرکت‌های خودروسازی محسوب می‌شد. سپس نام شرکت به دایملر کرایسلر تغییر پیدا کرد. در سال ۲۰۰۷ در پی خریداری گروه کرایسلر توسط شرکت مدیریت سرمایه سربروس و جدایی کرایسلر از شرکت ادغامی، نام این شرکت نیز به دایملر آگ و سپس گروه مرسدس-بنز آگ (شکل کنونی) تغییر یافت.
این گروه هم‌اکنون مالکیت چندین شرکت تابعه و برند خودروسازی همچون؛ مرسدس-آام‌گ، مرسدس بنز، دایملر تراکس و اسمارت را در اختیار دارد، همچنین دارای سهام در شرکت‌های کاماز، ایرباس، رنو-نیسان آلیانس و پکن اتو می‌باشد. این شرکت خط تولید برند مایباخ را در سال ۲۰۱۲ متوقف نمود.

## دوره‌های مختلف گروه
- بنز و شرکا، ۱۸۸۳ تا ۱۹۲۶
- دایملر موتورن گزلشافت، ۱۸۹۰ تا ۱۹۲۶
- دایملر بنز آ گ، ۱۹۲۶ تا ۱۹۹۸
- دایملر کرایسلر آ گ، ۱۹۹۸ تا ۲۰۰۷
- دایملر آ گ، ۲۰۰۷ تا ۲۰۲۲
- گروه مرسدس-بنز آگ از ۲۰۲۲ تا اکنون